# Dominique Placko
Dominique Placko, né à Paris en 1957, est un enseignant chercheur à l'École normale supérieure de Cachan, dans les domaines de l'instrumentation et la mesure.

## Études
Dominique Placko a été reçu au concours de l’agrégation de génie électrique en 1981. Il a obtenu le diplôme de doctorat de 3e cycle après avoir soutenu sa thèse en 1984, et le diplôme d’habilitation à diriger des recherches (HDR) en sciences en 1990 à l’université Paris-Sud (Paris XI).

## Carrière professionnelle

### Enseignement
Depuis 1993, Dominique Placko dirige des thèses dans les domaines de l’électronique et du traitement du signal, domaines dans lesquels il enseigne au niveau préparation à l’agrégation et Master 2 à l’École normale supérieure de Cachan.

### Recherche
Son activité de recherche se situe dans le domaine des capteurs et de l’instrumentation, au sein du laboratoire « Systèmes et applications des technologies de l'information et de l'énergie » (SATIE) d'une unité mixte de recherche (UMR) avec le Centre national de la recherche scientifique (CNRS),.

### Représentation
Dominique Placko est le membre français de la commission de métrologie électromagnétique de l'Union radio-scientifique internationale. Il a été président, puis vice-président de cette commission au niveau national, de 2003 à 2012.
Il a présidé de 2001 à 2011, le club technique « Métrologie » de la Société de l'électricité, de l'électronique et des technologies de l'information et de la communication (SEE).

## Publications

### Ouvrages
- Metrology in Industry: The Key for Quality, coauteur avec le French College of Metrology, éditions ISTE, 2006
- Advanced Ultrasonic Methods for Material and Structure Inspection, coauteur avec Tribikram Kundu, éditions ISTE, 2007
- Fundamentals Of Instrumentation And Measurement, éditions ISTE, 2007
- Dpsm for Modeling Engineering Problems, coauteur avec Tribikram Kundu, éditions John Wiley & Sons, 2007

### Brevets
Dominique Placko a déposé plusieurs brevets dans les domaines de l'instrumentation et la modélisation (Méthode DPSM) .

### Diffusion des connaissances
Dominique Placko est l'auteur ou le co-auteur de plus de 150 publications dans des journaux, colloques et conférences scientifiques.
Il a créé la revue Instrumentation, Mesure, Métrologie (acronyme I2M) aux éditions Hermes / Lavoisier en 2001 dont il a été le rédacteur en chef jusqu'en 2014.
Il est directeur de collection Instrumentation and Measurement aux éditions ISTE / Wiley
Il a créé le "Colloque Interdisciplinaire en Instrumentation" (triennal) en 1998 dont il préside actuellement le comité directeur.

## Distinctions
La Société de l'électricité, de l'électronique et des technologies de l'information et de la communication (SEE) a distingué deux fois Dominique Placko :
- en 1998, lauréat de la médaille Blondel[7] ;
- en 2002, grand prix pour « ses contributions exceptionnelles dans les domaines concernés par la SEE »[8].

En 2013, Dominique Placko a été promu au grade de "Senior member" par la société des IEEE.

## Pour approfondir